# Рошен

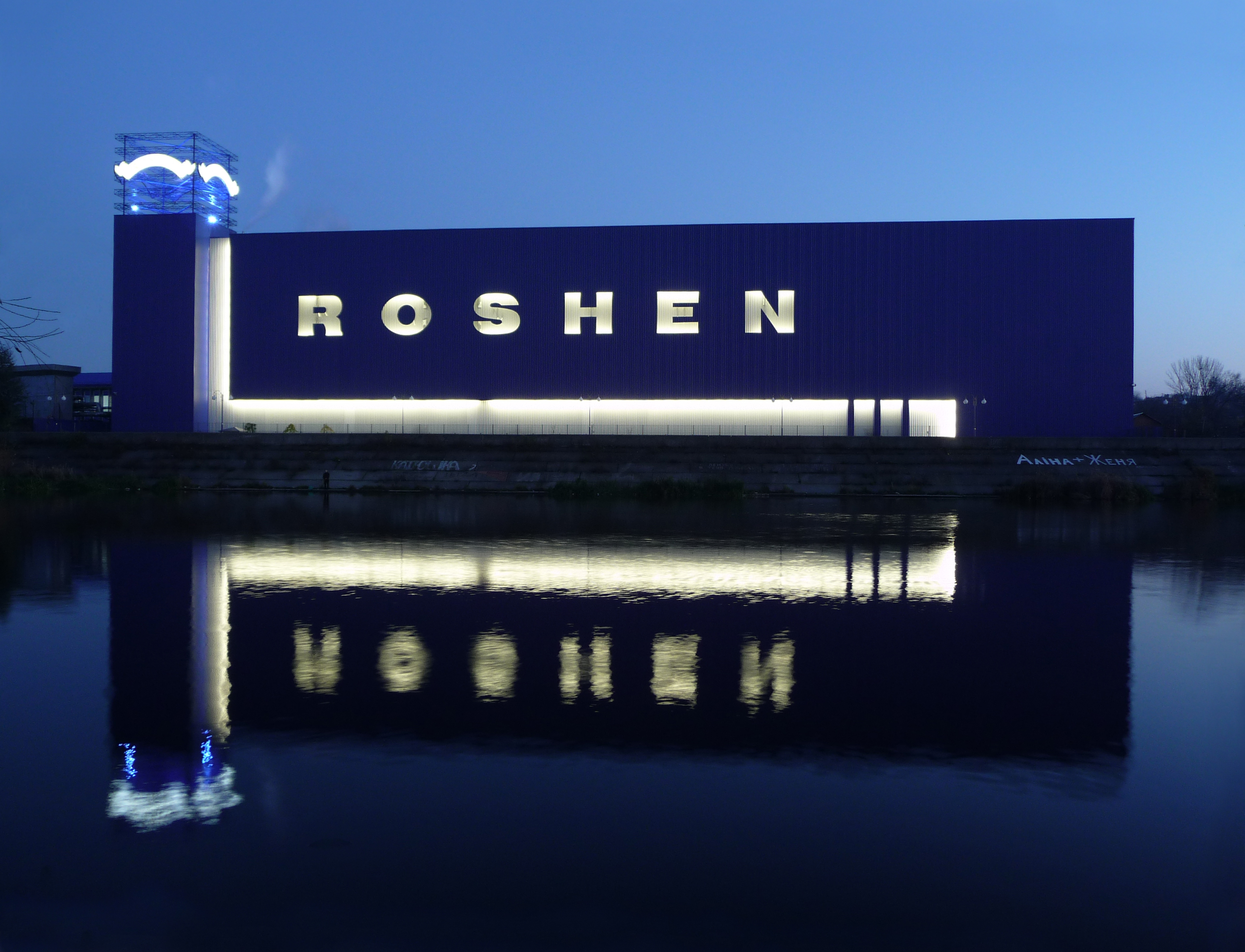
Фабрика Рошен у Вінниці

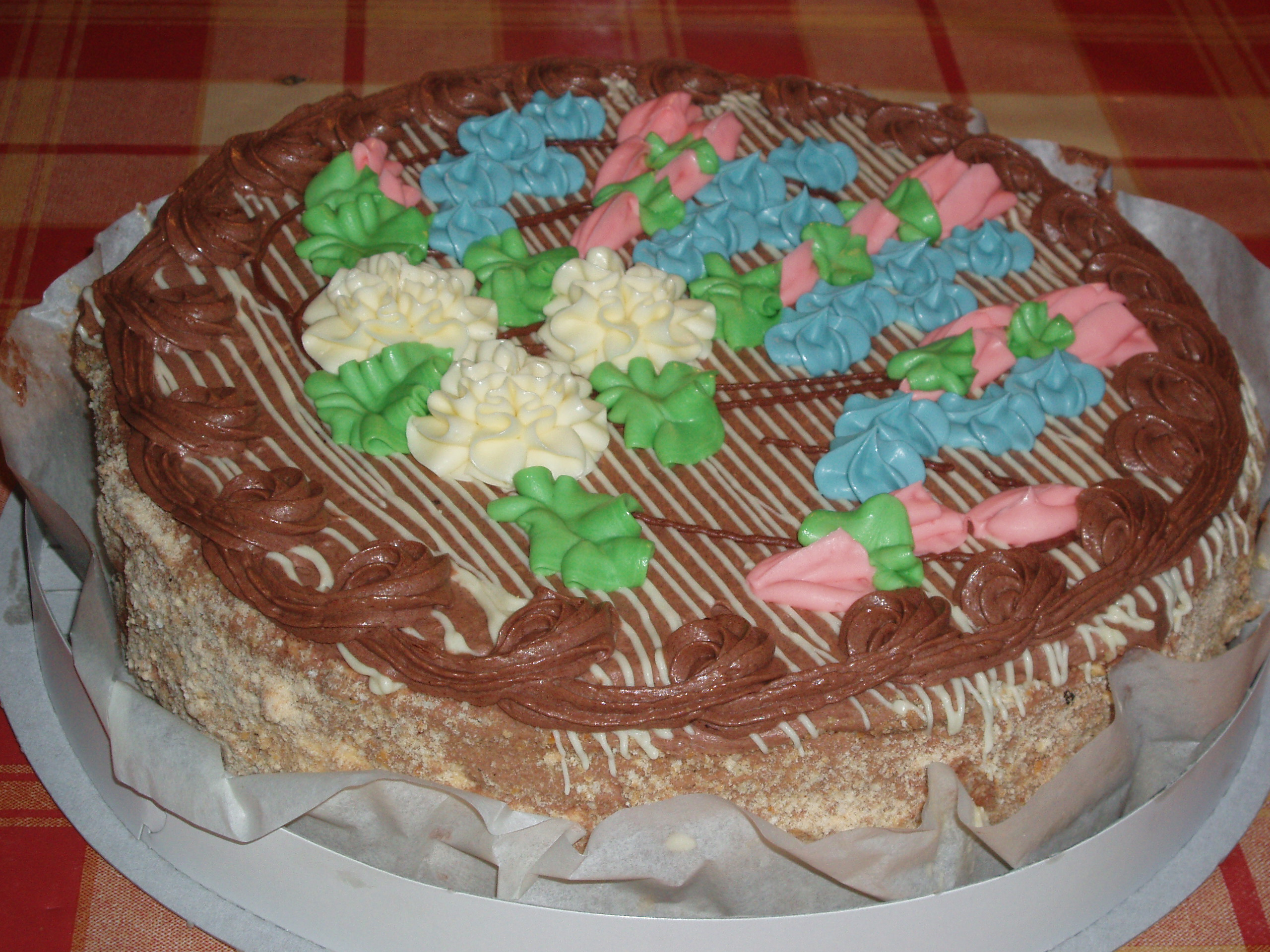
Київський торт, фабрика Рошен

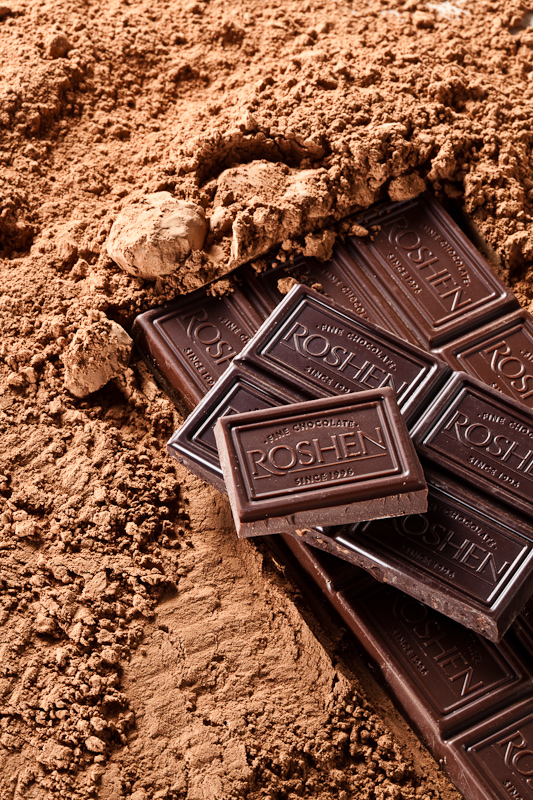
Шоколад Рошен

Конди́терська корпора́ція «Роше́н» — один з найбільших виробників кондитерських виробів в Україні та Східній Європі, входить у тридцятку найбільших виробників кондитерських виробів світу. Головний офіс компанії розташовано у Києві.
Назва походить з прізвища її засновника — Петра Порошенка шляхом вилучення першого та останнього складів.
На прес-конференції у 2015 році в Києві Петро Порошенко запевнив, що має намір передати свій пакет акцій кондитерської корпорації «Рошен» в управління інвестиційній банківській компанії Rothschild, що належить родині Ротшильдів. З січня 2016 Петро Порошенко передав свою частку «Рошен» у незалежний «сліпий» траст в управління трастовим фондом Rothschild Trust.

## Асортимент
Рошен виробляє близько 320 видів кондитерських виробів цукерок, шоколаду, карамелі, печива, вафель, мармеладу і тортів.
З великого асортименту продукції корпорації найвідомішими і найпопулярнішими є торт «Київський», цукерки «Київ вечірній», «Червоний мак», «Шалена бджілка», «Корівка», «Шоколапки» та інші.

## Підрозділи
До складу корпорації входять:
- ЗАТ «Київська кондитерська фабрика „Рошен“» (Київ)
- ПрАТ «Вінницька кондитерська фабрика» (Вінниця)
- ПрАт «Кременчуцька кондитерська фабрика» (Кременчук)
- Клайпедська кондитерська фабрика (Клайпеда, Литва)
- Кондитерська фабрика «Bonbonetti» (Будапешт, Угорщина),
- ТОВ "БІСКВІТНИЙ КОМПЛЕКС «РОШЕН» (Бориспіль, Україна)
- ТОВ «Логістичний центр „Плюс“» (Яготин),
- ПрАТ "Вінницький молочний завод «Рошен», який забезпечує фабрики корпорації натуральною високоякісною молочною сировиною.
- ВАТ "Липецька кондитерська фабрика «Рошен» (Липецьк, Росія), яка також входила у Корпорацію, закрилась у квітні 2017 року (через арешт майна фабрики російською стороною).[6]

## Обсяги виробництва та ринки
Загальний обсяг виробництва становить 450 тис. тонн щороку, виторг — 800 млн. доларів. 2015 року галузеве видання Candy Industry опублікувало щорічний світовий рейтинг виробників кондитерських виробів, де Рошен зайняв 22-е місце, значно випередивши інших українських виробників кондитерських виробів — «Конті» та «АВК». Корпорація Roshen посіла 28 місце у світовому топі кондитерських компаній 2022-го року за версією видання Candy Industry.
Продукція представлена у 55 країнах світу, у тому числі в Україні, Канаді, ЄС, США, Грузії, Японії, Кореї, Азербайджані, Білорусі, Вірменії, Ізраїлі, Йорданії, Казахстані, Киргизстані, Китаї, Кувейті, Молдові, Монголії, Новій Зеландії, Таджикистані, Туркменістанi та інших країнах.

### Ринок Росії та закриття Липецької фабрики
29 липня 2013 року російський Росспоживнагляд, що має захищати права споживачів, заборонив імпорт до Росії продукції Рошен, посилаючись на її погану якість. Виробник відзначив, що не ознайомлений із російськими нормами, які могли бути порушені, до Росії було направлено офіційний запит для ознайомлення з цими актами.
23 серпня 2013 Комітет державного санітарно-епідеміологічного нагляду міністерства охорони здоров'я Казахстану не виявив фактів порушення якості продукції Рошен.
1 листопада 2013 року Петро Порошенко заявив, що заборона експорту продукції «Рошен» до Росії є інструментом тиску на українську державу..
У березні 2014 року за зверненням московського холдингу «Об'єднані кондитери» (рос. «Объединённые кондитеры») проти «Рошену» щодо незаконного використання товарного знака Слідчий комітет Росії порушив кримінальну справу. 14 березня 2014 року Тверський райсуд Москви наклав арешт на російські рахунки корпорації «Рошен», де компанія мала 2,8 млрд рублів.
Через це компанія заморозила будівництво третьої фабрики у Липецьку. Головним управлінням внутрішніх справ Москви було ініційовано низку перевірок на фабриці Рошен у Липецьку та області, через що виробництво було призупинено на тиждень.
30 грудня 2014 року адвокат гендиректора «Рошен» в Росії Віолета Волкова повідомила, що Слідчий комітет РФ закрив березневу справу проти компанії за відсутністю складу злочину.
В 2015 році на Липецьку фабрику «Рошен» накладено арешт. Під арештом і досі продовжують бути -  12 об'єктів нерухомості.
У квітні 2016 року липецька фабрика «Рошен» заплатила більше 8 млн доларів податків у Російську Федерацію.
7 серпня 2016 року депутат ВРУ Оксана Сироїд закликала спалити Липецьку фабрику: «І тоді в нас будуть розв'язані руки».. Цей заклик перегукувався зі схожими закликами мешканців міста Липецька у репортажі російської служби BBC від лютого 2016 року.
На початок 2017 року Липецька фабрика була законсервована.
19 лютого 2024 року Жовтневий районний суд Липецька забрав у власність російської держави акції колишньої Липецької кондитерської фабрики «Рошен» і статутний капітал у торговому підприємстві ТОВ «Рошен». “За рішенням суду, до доходу Російської Федерації повинні бути включені акції АТ Липецька кондитерська фабрика «Рошен» та 94,9976 % часток у статутному капіталі ТОВ «Рошен», що належать «Центрально-Європейській кондитерській компанії», 5 % часток у статутному капіталі ТОВ «Рошен», які належать Олегу Казакову”, — йдеться у повідомленні Судової системи Липецької області РФ.

## Суспільна діяльність і соціальні ініціативи

### Екскурсії

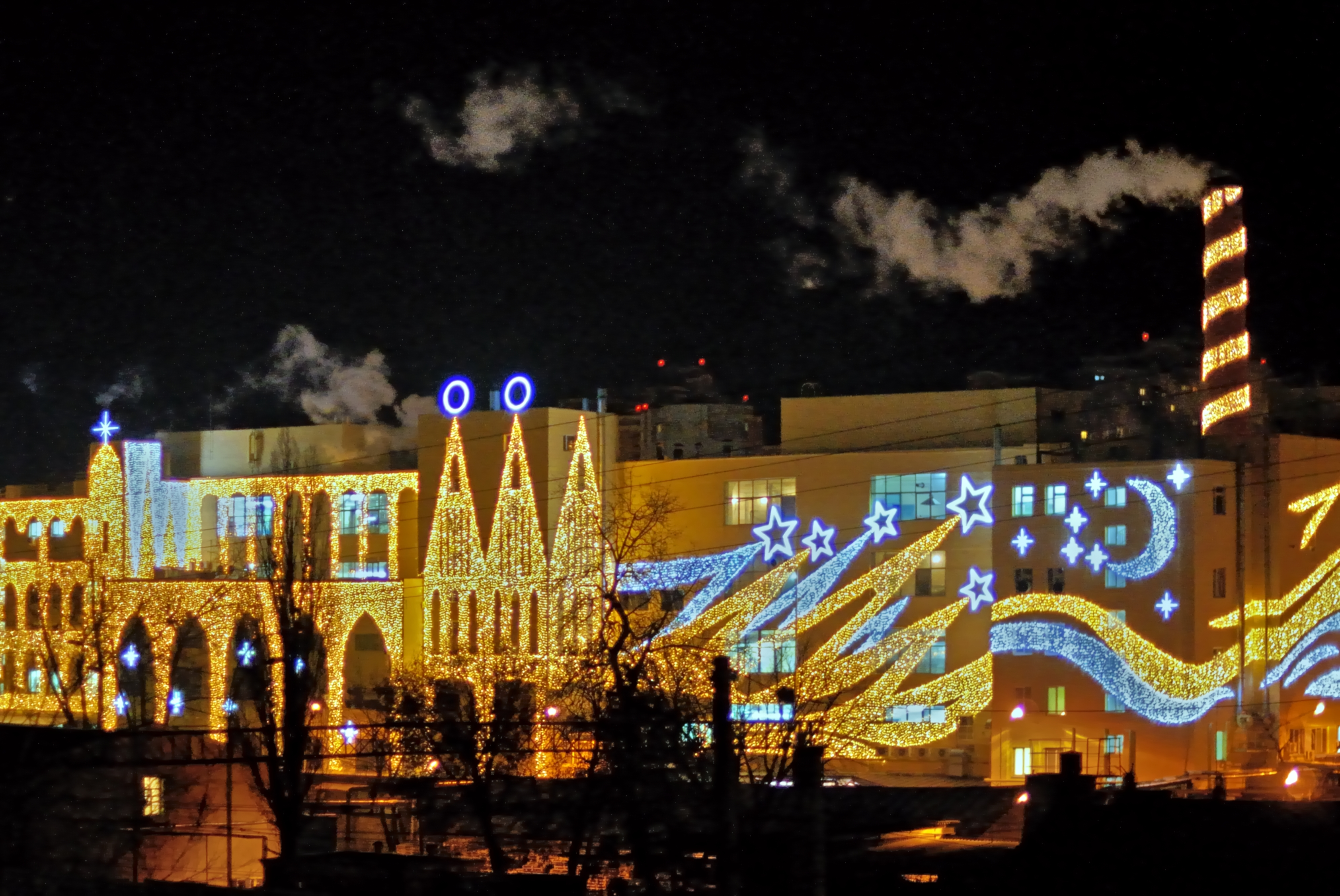
Київська кондитерська фабрика на Новий 2012-й рік

«Шоколадна фабрика ROSHEN» запрошує всіх охочих завітати на екскурсію до Київської кондитерської фабрики та здійснити мандрівку до місця, де народжується шоколад.
Під час візиту на фабрику, відвідувачі будь-якого віку зможуть пройти інструктаж, відвідати Виробничий цех та у відділі Пакування створити упаковку для шоколаду за власним дизайном.

### Соціальні ініціативи

#### Ремонт дитячих майданчиків
2005 року було започатковано постійну ініціативу із встановлення спортивно-ігрових майданчиків у містах України. Було встановлено близько 80 майданчиків, переважно у паркових зонах. Вони обладнані безпечним устаткуванням та надстійким гумовим покриттям для зниження травматизму. Майданчики передано у комунальну власність, компанія займається їх ремонтом.

#### Театр на Подолі
Департамент культури КМДА за фінансової підтримки компанії завершив реконструкцію театру на Подолі, яка тривала з 1995 року. 29 листопада 2016 року фасад нової будівлі театру було представлено громадськості, а відкрито восени 2017-го. Після відкриття театр став першим в Україні, що є повністю пристосованим для людей з особливими потребами.

#### Черкаський зоопарк
Восени 2016 року компанія завершила перший етап модернізації Черкаського зоопарку. Було перебудовано всі капітальні споруди закритих вольєрів, встановлено огорожу вольєрів і прокладено зовнішні інженерні мережі.
У квітні 2017 року було відкрито експозицію з хижими тваринами «Земля вовків і ведмедів». Для тварин створено умови, максимально наближені до природного середовища. Ця частина зоопарку не має кліток і ґрат, тут містяться відкриті водойми, зимові приміщення та оглядовий майданчик. Площа відкритих вольєрів — 2272 м², водойм — 500 м². Експозиційні вольєри розраховані на 2 ведмедів, 5 вовків і 4 видр.
Також було збудовано внутрішні вольєри для тварин похилого віку, що не призначені для показу відвідувачам. Окрім «пенсіонерів» в цій частині перебувають тварини, які потребують лікування чи профілактичних заходів або адаптації.
Було модернізовано інфраструктуру звіринця: побудовано котельню, дві лабораторії для спостереження, приміщення відеоспостереження та приміщення обслуговування тварин. Побудовано охоронний пункт, два гаражі. Для відвідувачів передбачено нові санвузли, зокрема для людей з обмеженими можливостями.
Для дітей створено майданчик з лабіринтами, що імітують нори тварин у зелених пагорбах. По периметру майданчика розташовано зону відпочинку.

#### Дитячо-юнацький футбол ФК «Карпати»
Корпорація «Рошен» стала Генеральним партнером дитячо-юнацького ФК «Карпати»., якому планує надати 1000000 гривень спонсорської допомоги.

### Допомога Національному інституту раку
У 2018 році «Рошен» почав співпрацю з Національним інститутом раку, в рамках масштабного проєкту благодійної допомоги в сфері охорони здоров'я. Співпраця розпочалася ремонтом та обладнанням приміщення, призначеного для забору стовбурових клітин і донорських тромбоцитів. Ремонт приміщення, закупівля меблів та частини спеціалізованого обладнання обійшлися у 2,9 млн грн.
Восени 2019-го року розпочався капітальний ремонт відділення онкогематології та створення відділення аутологічної трансплантації кісткового мозку клініки № 2. Зміни після реалізації ремонту відділення онкогематології та створення відділення аутологічної трансплантації кісткового мозку в НІР дозолять налаштувати безперервний процес трансплантації та збільшити кількість трансплантацій.
У 2020 році корпорація «Рошен» завершила проєкт капітального ремонту відділення онкогематології та створення відділення аутологічної трансплантації кісткового мозку клініки № 2 в Національному інституті раку. Загальний бюджет проєкту, який тривав майже 2 роки, склав 50 мільйонів гривень. Загальна площа відремонтованих приміщень — 1900 квадратних метрів.
52,9 млн грн склав загальний бюджет допомоги Національним інститутом раку від «Рошен».

### Допомога центру дитячої кардіології і кардіохірургії МОЗ України
Благодійний проєкт корпорації був спрямований на відновлення зношеного рентгенівського обладнання: заміни потребували 2 рентген-випромінювача (променеві трубки) в ангіографічній операційній центру і протягом півроку пацієнти були позбавлені життєво необхідної допомоги. Корпорація «Рошен» успішно реалізувала проєкт відновлення роботи операційного центру.
Також корпорація «Рошен» купила й передала Центру дитячої кардіохірургії та кардіології МОЗ України терморегулювальний апарат, який необхідний для операцій, коли дитині повністю зупиняють серце, а життя підтримується за рахунок штучного кровообігу. За рік таких операцій в Центрі проводять приблизно 300. Попередня «лазня» відпрацювала своє і вийшла з ладу, залишивши лікарів в критичному стані.

### Допомога Охматдиту
2015 року представники «Рошен» зустрілися з керівництвом «ОХМАТДИТу» і запропонували свою підтримку. В рамках благодійного проєкту було виконане таке:
- для відділення дитячої хірургії придбана пересувна наркозна станція нового покоління Primus Draeger з унікальною комплектацією (травень 2015 р.). Завдяки цій системі можна контролювати подачу наркозу для недоношених дітей масою тіла до одного кілограму. Окрема перевага устаткування полягає у його мобільності та можливості використання у будь-якій точці лікарні.
- придбано енергетичну платформу Force Triad — пристрій, в якому об'єднані функція електрокоагуляції в режимах монополярного, біполярного коагулювання та функція LigaSure. Зокрема, ця функція дозволяє зварювати та пересікати кровоносні судини діаметром до 7 міліметрів, розсікати та обробляти кровоточиві поверхні паренхіматозних органів — печінки, селезінки та інших.
- для реанімаційного відділення переданий дефібрилятор Zoll R-Serie, який відповідає всім сучасним вимогам першої реанімаційної невідкладної допомоги;
- придбані хірургічні столи Steris Surgical Technologies (вертебрологічний і нейрохірургічний з ортопедичними приставками та аксесуарами) та операційні світильники, призначені для роботи в операційних. Переваги цих хірургічних столів в їх універсальності, а саме, гнучкість, модульність, ергономічність, надзвичайна мобільність, рентгеноспроможність, живлення від електричної мережі або батареї з постійною автоматичною самодіагностикою, надійне блокування столу на підлозі та компенсація нерівності підлоги, швидке та зручне приєднання аксесуарів;
- профінансовано ремонт рентгенівських та УЗД апаратів;
- придбано нові газифікатори виробництва італійської компанії VRV, що дозволяє збільшити запаси кисню і має особливо велике значення під час свят та у зимовий період. У перспективі вони зможуть обслуговувати ще й новий корпус.
- у поліклініці проведено реконструкцію системи опалення, відновлено неробочу систему вентиляції, реконструйовано систему електроживлення та освітлення;
- виконано роботи щодо системи подачі медичного повітря в хірургічному та неонатальному корпусах;
- здійснено заміну двох ліфтів: одного у поліклініці, другого у хірургічному корпусі та заключено контракт на встановлення ще двох ліфтів.

### Допомога Кременчуцькій міській дитячій лікарні
В рамках програми в лютому 2019 року було відкрито нове стерилізаційне відділення та лабораторію, оснащені сучасним обладнанням і меблями (вартість проєкту — 35 млн грн).

### Допомога постраждалим в зоні АТО
Плідна співпраця з благодійними фондами і проєктами має на меті допомогти як військовим, які з честю та гідністю захищають суверенітет Української держави, родинам воїнів, так і переселенцям, які внаслідок бойових дій були змушені покинути свої домівки.
Особливої турботи потребують поранені бійці, процес їхнього одужання часто триває не один місяць. У рамках благодійного проєкту Nodus корпорація «Рошен» подбала про те, щоб тяжкопоранені українські бійці одержали повноцінне і ефективне лікування та реабілітацію в Україні, Австрії, Німеччині, Греції та Словаччині.
Інший проєкт проходить у партнерстві з двома благодійними фондами — БФ Олени Коннової та БФ International Association for Support of Ukraine. Він спрямований на підтримку сиріт у зоні АТО та дітей загиблих військових. Напередодні новорічних свят працівники компанії завітали до вихованців дитячих будинків та садочків зі святковими подарунками. Також матеріальна допомога і новорічні подарунки були передані 100 родинами воїнів, що віддали своє життя за Україну на Сході. Подарунки отримали і в багатодітній родині Фаїнів, де виховують 10 дітей. Вся родина завітала до Києва на феєричне різдвяне шоу.
Вже другий рік поспіль українські військові беруть участь у Марафоні Морської піхоти США. Втрата кінцівок і важкі поранення в АТО не завадили українським воїнам пробігти дистанцію у 10 кілометрів торік. 16 серпня цього року в Києві пройшла презентація команди українських військових, яких відібрали для участі в 42-му Марафоні Морської піхоти США, що відбувся 22 жовтня в США. Головна мета марафону — реабілітація. Квитки до США та назад, а також членські внески команді забезпечує корпорація «Рошен».

### Допомога ЗСУ
З початку російської агресії проти України, Порошенко витратив понад 500 млн гривень власних коштів на допомогу Збройним Силам України, в тому числі декілька десятків мільйонів для 3-го окремого полку спеціального призначення Сил спеціальних операцій (до 2016 року оперативного командування «Південь» Сухопутних військ).
Серед переданої допомоги автомобілі, бронежилети, спорядження, форма, теплі речі, а також 100 снайперських комплексів, у складі: 82-х 7-62-мм карабінів Z-10 (.308 Winchester) та 18 гвинтівок Savage під набій .338 Lapua Magnum, оптика, далекоміри та десятки тисяч набоїв.
На додачу, у звіті Фонду Порошенка за 2014—2016 роки стверджується, що родина президента пожертвувала понад 700 мільйонів гривень на благодійність, із них половину витратили на потреби армії, а ще 350 мільйонів на соціальні та інфраструктурні проєкти для військових.

### Житло для військових
2014 року компанія побудувала перший житловий будинок для військових — під Броварами на Київщині. Туди було заселено родини військовослужбовців, передислокованих із Криму.
В липні 2019-го компанія відкрила другий будинок для військовослужбовців, побудований з технологіями збереження енергії. Будинок на 16 квартир площею 1200 м2, розташовано у військовій частині в Калинівці (Вінницька область). Квартири мебльовані й оснащені побутовою технікою.

### Пандемія Covid-19
14 квітня 2020 на сайті «Рошен» з'явився звіт про благодійну діяльність.
Для лікарів було куплено:
- 30 000 комплектів костюмів індивідуального захисту
- 10 портативних рентген-апаратів виробництва
- 10 000 високоякісних захисних окулярів
- 60 000 пар нестерильних нітрилових рукавичок

Також «Рошен» профінансував закупку 25 000 продуктових наборів «Життєлюб» для літніх людей. Один такий продуктовий набір коштував 225 гривень. Складався з гречки, макаронів, рису, цукру, пшеничної крупи, солодощів, м'ясних консервів, олії та туалетного паперу.

## Критика та акції протесту
У травні 2012 року кондитерська корпорація Рошен змінила україномовні написи на обгортках частини кондитерських виробів на російські. Цей крок був помічений блогерами в листопаді і викликав бурхливу дискусію, критику, та протести в україномовному сегменті Інтернету та в соціальних мережах. Президент корпорації В'ячеслав Москалевський пояснив такий крок компанії жорсткою ситуацією на зовнішніх ринках і необхідністю для виживання компанії. Однак засновник компанії Петро Порошенко на раді директорів корпорації Рошен переконав менеджерів, що «українські товари на українському ринку мають бути українською мовою».
Станом на травень 2013, деякі обгортки друкувалися українською, а деякі — російською. Тобто обіцянка Порошенка була виконана лише частково.
У січні 2015 року на Теремках, 5 — біля станції метро «Мінська», 9 — на станції метро «Осокорки» та 11 — на станції метро «Житомирська» в м. Київ було скоєно вандальні напади на крамниці «Рошен». 10 січня підозрюваного в одному з нападів 17-річного Євгена Гуріна було затримано працівниками Святошинського райвідділу внутрішніх справ м. Київ. За повідомленнями активістів та народного депутата Ігоря Луценка, який брав участь у з'ясуванні обставин затримання підозрюваного та намаганнях забезпечити його адвокатською допомогою, Гуріна при затриманні було побито, однак начальник міліції Києва Олександр Терещук факт його побиття заперечив.
Ідеологічним підґрунтям нападів можна вважати протест проти наявності у президента Порошенка виробництва на території країни-агресора, Російської Федерації, його політики замирення з політичним керівництвом країни-агресора та її найманцями на Донбасі, ведення бізнесу з окупованими територіями Донбасу, в Криму та безпосередньої торгівлі з країною-агресором.
13 січня 2015 року активісти «Автомайдану» пікетували крамницю «Рошен», що біля станції метро «Житомирська» на пр. Перемоги, 136Ж в м. Київ, вимагаючи закриття російських фабрик корпорації та запровадження українською владою санкцій щодо Росії. На вікно крамниці активісти наліпили гігантську наліпку із зображенням штрих-коду Росії та написом «Як тобі смакує кров бійців АТО?»
17 та 18 березня 2019 року було підпалено 2 крамниці «Рошен» у Києві шляхом потрапляння до них невідомої речовини. Після другого підпалу крамниці поліція затримала підозрюваного у підпалі. Ним виявився учасник екстремістської організації «Білі балаклави», який, ймовірно, причетний і до підпалу крамниці 17 березня.

### Відео
- Жителі Липецька про Рошен: «Розвалити фабрику»
- Чем живет фабрика Рошен в Липецке
- Roshen Plaza
- Черкаський міський зоологічний парк «Roshen»